# KAMAZ-54907
KAMAZ-54907 — российский магистральный седельный тягач линейки шестого поколения (К6), выпускаемый ПАО «КАМАЗ». Является преемником тягача KAMAZ-54901 и выпускается параллельно с ним с 2021 года серийно. Буксирует трёхосный полуприцеп КАМАЗ (НЕФАЗ)-93341-1300010-60.

## Описание
Первый прототип автомобиля КАМАЗ-54907 впервые был представлен в 2019 году, а 8 сентября 2021 года автомобиль был представлен на выставке Comtrans 2021. Принципиальные отличия от других моделей — гибридный двигатель. Расход топлива — 25 литров за 100 километров.
Вместо боковых зеркал заднего вида присутствуют видеокамеры, передающие данные на мониторы, установленные на приборной панели. Автопоезд покрыт обтекателями для повышения уровня аэродинамики. Дневные ходовые огни — матричные, тогда как фонари заднего хода — светодиодные.
В кабине автомобиля только одно водительское место с электромагнитной подвеской, что снижает вибрацию до 90%. Внутри кабины присутствуют холодильник, мультиварка, умывальник и сейф.
За состоянием и здоровьем водителя следят две видеокамеры на приборной панели. Рулевое колесо оборудовано дисплеем, с помощью которого водитель может управлять навигацией и отвечать на телефонные звонки. Над водительским сиденьем присутствует алкотестер, предотвращающий запуск двигателя в случае, если водитель в состоянии алкогольного опьянения.

## Технические характеристики

### Весовые параметры и нагрузки
| Нагрузка на седельно-сцепное устройство, кг | 10430 |
| Полная масса а/м, кг                        | 19500 |
| нагрузка на задний мост, кг                 | 11500 |
| нагрузка на переднюю ось, кг                | 8000  |
| Полная масса автопоезда, кг                 | 44000 |
| Полная масса полуприцепа, кг                | 34930 |
| Снаряжённая масса, кг                       | 9070  |
| нагрузка на задний мост, кг                 | 2770  |
| нагрузка на переднюю ось, кг                | 6300  |

### Двигатель
| Модель двигателя                              | KAMAZ P6-910.52-460 (Евро-5)                                                |
| Макс. полезный крутящий момент, Нм (кгсм)     | 2060 (210)                                                                  |
| при частоте вращения коленчатого вала, об/мин | 1300                                                                        |
| Максимальная полезная мощность, кВт (л. с.)   | 331 (450)                                                                   |
| при частоте вращения коленчатого вала, об/мин | 1900                                                                        |
| Рабочий объём, л                              | 11,946                                                                      |
| Расположение и число цилиндров                | рядное, 6                                                                   |
| Тип двигателя                                 | дизельный с турбонаддувом, с промежуточным охлаждением наддувочного воздуха |

### Коробка передач
| Модель КП | ZF 12TX2210 ТD                     |
| Тип       | автоматизированная, 12-ступенчатая |

### Задний мост
| Модель   | Daimler HL6                                            |
| Подвеска | пневматическая, с электронной системой управления ECAS |

### Кабина
| Исполнение | высокая, с двумя спальными местами |
| Подвеска   | 4-х точечная пружинная             |
| Тип кабины | с ровным полом, шириной 2500 мм    |